# Лаура Пилдвере
Лаура Пилдвере (ест. Laura Põldvere, нар. 30 серпня 1988, Тарту, СРСР) — естонська співачка. Закінчила Музичний коледж Берклі. У складі гурту Suntribe представляла Естонію на пісенному конкурсі Євробачення 2005 (гурт не вийшов до фіналу конкурсу). Повторно представляла Естонію на пісенному конкурсі Євробачення 2017 разом з Койтом Тооме. Виступила у другому півфіналі 11 травня, але до фіналу не пройшла.

## Дискографія
- Muusa (2007)
- Ultra (2009)